# Стейнберг, Сол
Сол Стейнберг (англ. Saul Erik Steinberg; 15 июня 1914, Рымнику-Сэрат, Румыния — 12 мая 1999, Нью-Йорк), родившийся в еврейской семье в Румынии американский художник-карикатурист, виртуозный рисовальщик, знаменит, в числе прочего, сотрудничеством с ведущими иллюстрированными журналами США: «New Yorker», «Harper’s Bazaar».
Себя характеризовал как писателя, который рисует.

## Биография

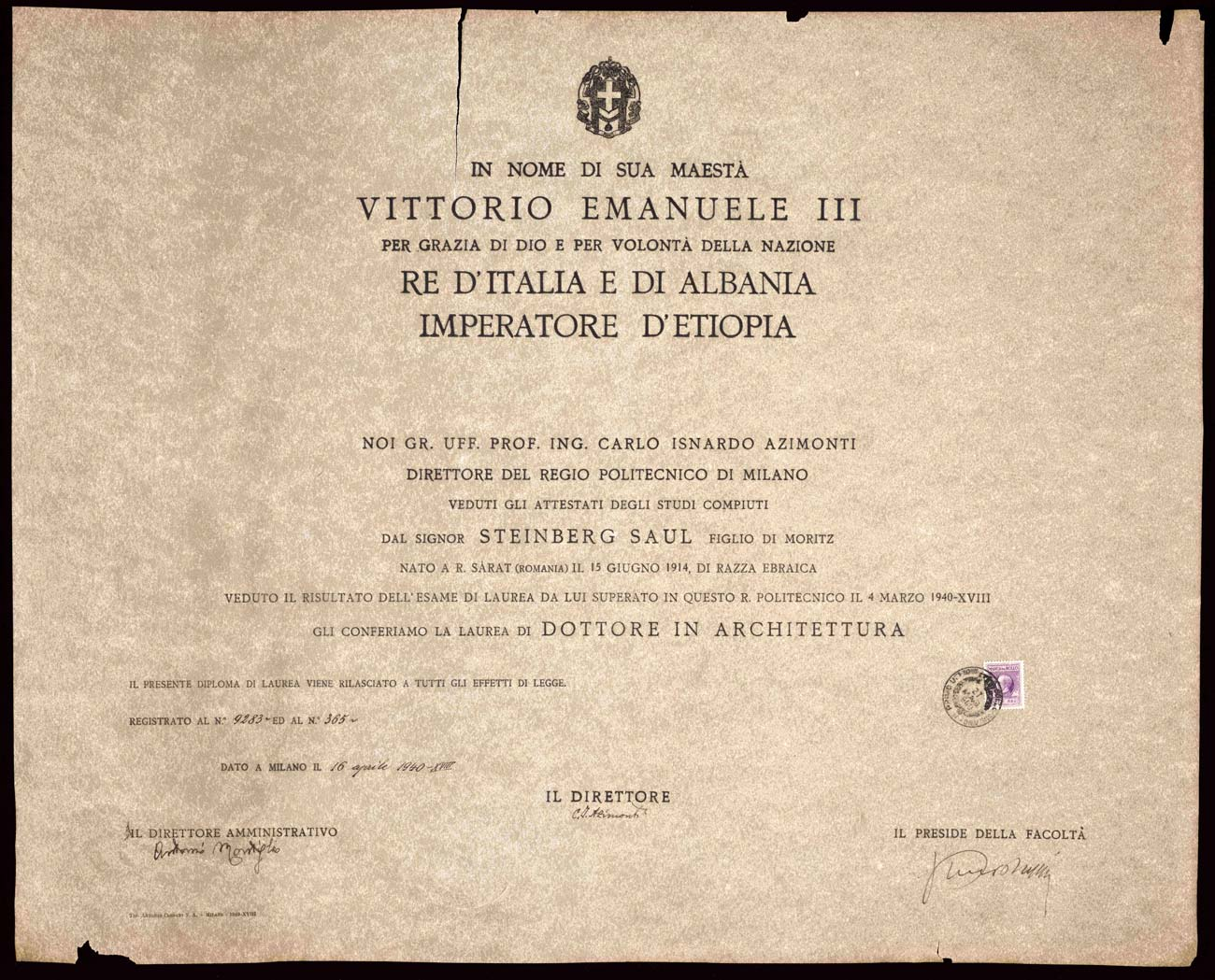
Диплом об окончании Солом Стейнбергом Миланского политехнического университета, 1940

Сол Стейнберг родился в румынском городке Рымнику-Сэрат в центральной области Румынии в семье переплетчика, производителя картонных коробок Мориса (Мауриче) Стейнберга и его жены, Розы Якобсон-Стейнберг.
Учился вначале в университете Бухареста (1932—1933 гг.).
В 1940 году завершил образование, пройдя курс на архитектурном отделении Politecnico di Milano, Милан. Диплом профессионального зодчего ему так никогда не пригодился (если отвлечься от присущего рисункам Стейнберга тонкого чувства архитектурных стилей и принципов градостроительства; от его мастерства в передаче линейной перспективы и трёхмерного пространства в целом).
Карьеру рисовальщика Сол начал в 7-летнем возрасте; тогда он рисовал лошадок.
Став взрослым, получив диплом архитектора, художник сосредоточился на карикатуре.
Впервые рисунок Стейнберга был опубликован 27 октября 1936 в миланском юмористическом еженедельнике «Бертольдо» (под псевдонимом «Ксавье»). За полтора года сотрудничества журнал напечатал более 200 его рисунков.
В США Стейнберг приехал в 1942 году, спасаясь от угрозы, исходящей от фашистских режимов Европы для этнического еврея. В 1943 году принял американское гражданство, во время Второй мировой войны (в 1943—1946 гг.) служил в ВМФ США; службу проходил в Индии, Китае, Италии, Северной Африке.
В 1944 году женой Сола Стейнберга стала художница Хедда Штерн.
В качестве карикатуриста Сол Стейнберг сотрудничал на постоянной основе с журналами «The New Yorker», «Harper’s Bazaar», «TIME» Magazine. В 1946 году, вместе с такими художниками, как Аршил Горки, Исаму Ногучи, Роберт Мазеруэлл, и др., Стейнберг участвует в выставке «Четырнадцать американцев» в Музее современного искусства Нью-Йорка. В начале 1950-х он начинает экспонировать свои рисунки в авангардных галереях и музеях. На Всемирной выставке в Брюсселе (1958) павильон США украшало монументальное настенное панно Стейнберга. В 1978 году в Музее Уитни прошла большая ретроспективная выставка художника.
В 1956 году Стейнберг посетил СССР (Москва, Киев, Одесса, Ташкент, Тбилиси и Самарканд), создав по впечатлениям цикл добродушно-иронических рисунков о разных республиках, опубликованный в журнале The New Yorker.
Стейнберг работал в широком диапазоне техник, часто совмещая сразу несколько приёмов в одном изображении. Он использовал и традиционные средства: чернила, карандаш, уголь, акварель, масло, гуашь — в то же время, экспериментируя с новыми техниками (такими, как резиновые штампы. отпечатки пальцев); и даже выходя в третье измерение, — например, разрисовывая бумажные пакеты с прорезями для глаз, в которых позировали на фотосессиях близкие и друзья.
Художник Сол Стейнберг умер 12 мая 1999 года в Нью-Йорке.